# Дмитровка (Вяземский район)
Дмитровка — деревня в Смоленской области России, в Вяземском районе. Расположена в восточной части области в 14 км к северо-востоку от Вязьмы. Железнодорожная станция Мещёрская на линии Москва — Минск.
Население — 332 жителя (2007). Административный центр Мещёрского сельского поселения.

## Экономика
Средняя школа закрыта.